# Société de radio et de télévision du Bénin
La Société de radio et de télévision du Bénin, nota anche con l'acronimo SRTB e in precedenza come Office de Radiodiffusion et Télévision du Bénin (ORTB), è l'ente radiotelevisivo pubblico del Benin. Trasmette da Cotonou e dai capoluoghi regionali in francese, fon, mina, gun, fulfulde, baatonou e altre 13 lingue locali.

## Storia

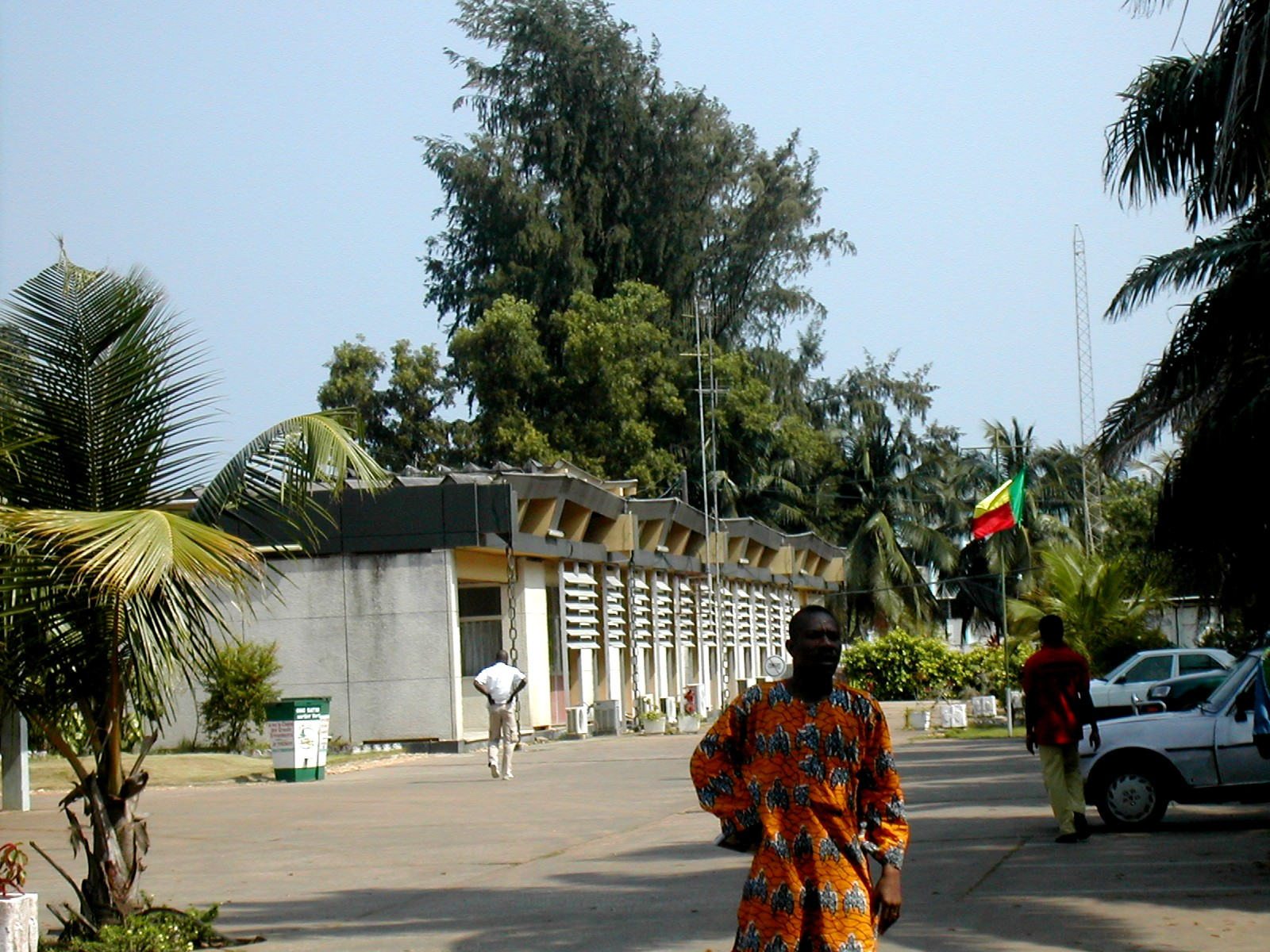
La sede dell'ORTB a Cotonou.

Il governo della Repubblica del Dahomey, entità statale di transizione verso l'indipendenza dalla Francia, creò l'Office de Radiodiffusion et de Télévision du Dahomey (ORTD) con il decreto 72-43 del 20 ottobre 1972, in base al quale la sua struttura e il suo funzionamento furono ricalcati su quelli della francese ORTF. Nello arco di 3 anni il Paese completò il processo di indipendenza e cambiò nome in Benin. L'azienda si adeguò rinominandosi "Office de Radiodiffusion et Télévision du Bénin" (ORTB) con decreto 75-43 del 21 luglio 1975.
All'indomani della creazione del canale Télévision Nationale il 30 dicembre 1978, il decreto 79-12 del 23 marzo 1979 la fuse con la radio. L'operazione fu perfezionata con la legge n°81-012 del 10 ottobre 1981.
Lo statuto giuridico dell’ORTB non restò insensibile ai soprassalti dell’universo politico beninese. Nel 1990 il Paese, precedentemente a partito unico, scelse il multipartitismo e adottò la democrazia pluralista. Pertanto, il decreto n° 003/MCC/CAB/SP6C del 19 gennaio 1994 definì le caratteristiche dell’ORTB. In seguito il decreto n° 99-315 del 21 agosto 1999 consacrò l’azienda ad ente pubblico a carattere sociale, scientifico e culturale, dotato di personalità morale e di autonomia finanziaria. L'Alta Autorità dell’Audiovisivo e della Comunicazione è una delle istituzioni repubblicane delle quali si è dotato il nuovo regime democratico. La legge n° 92-021 del 21 agosto 1992 relativa a questa istituzione si applica anche all’azienda. Oggi l’ORTB è regolamentata dal decreto 252-2005 del 6 maggio 2005.
Nel 2025, in seguito a una riorganizzazione aziendale, l'ente ha cambiato denominazione in Société de radio et de télévision du Bénin.

## Servizi

### Televisione
| Nome            | Sede    | Тipo                                | Lancio | Lingua                                                                |
| --------------- | ------- | ----------------------------------- | ------ | --------------------------------------------------------------------- |
| Bénin TV        | Cotonou | generalista                         | 1972   | francese, fon, mina, gun, fulfulde, baatonou e altre 13 lingue locali |
| Bénin TV Junior | Cotonou | programmi per bambini e adolescenti |        | francese, fon, mina, gun, fulfulde, baatonou e altre 13 lingue locali |
| Bénin TV Alafia | Cotonou | generalista                         |        | nelle 18 lingue nazionali rappresentative del Paese                   |

### Radio
| Nome               | Sede    | Тipo                                                                       | Lancio | Lingua                                                                |
| ------------------ | ------- | -------------------------------------------------------------------------- | ------ | --------------------------------------------------------------------- |
| Radio Bénin        | Cotonou | generalista (soprattutto informazione, di cultura, rubriche e documentari) | 1972   | francese, fon, mina, gun, fulfulde, baatonou e altre 13 lingue locali |
| Radio Parakou      | Cotonou | generalista regionale destinata al nord del Benin                          |        | francese, fon, mina, gun, fulfulde, baatonou e altre 13 lingue locali |
| Kiff FM            | Cotonou | generalista su Cotonou e dintorni                                          |        | francese, fon, mina, gun, fulfulde, baatonou e altre 13 lingue locali |
| Radio Bénin Alafia | Cotonou | generalista                                                                |        | nelle 18 lingue nazionali rappresentative del Paese                   |

## Ricezione

### Terrestre
La radio di Office de Radiodiffusion et Télévision du Bénin trasmette in AM e in FM; la televisione trasmette in standard DVB-T HD.

### Satellite[7]
| Satellite          | Eutelsat 16A                                              | Eutelsat 9B                                               | SES 5                                                     | Eutelsat 8 West B                                         | SES 4                                                     |
| Posizione orbitale | 16.0° E                                                   | 9.0° E                                                    | 5.0° E                                                    | 8.0° W                                                    | 22.0° W                                                   |
| Canali             | ORTB Télévision Nationale, Bénin Business 24, Radio Bénin | ORTB Télévision Nationale, Bénin Business 24, Radio Bénin | ORTB Télévision Nationale, Bénin Business 24, Radio Bénin | ORTB Télévision Nationale, Bénin Business 24, Radio Bénin | ORTB Télévision Nationale, Bénin Business 24, Radio Bénin |
| Frequenza          | 10804 H                                                   | 11900 H                                                   | 12380 H                                                   | 3889 L                                                    | 11551 V                                                   |
| SR                 | 30000                                                     | 27500                                                     | 27500                                                     | 2982                                                      | 45000                                                     |
| FEC                | 2/3                                                       | 2/3                                                       | 3/4                                                       | 3/4                                                       | 3/4                                                       |
| Modulazione        | 8PSK                                                      | 8PSK                                                      | QPSK                                                      |                                                           | QPSK                                                      |

### Streaming
Office de Radiodiffusion et Télévision du Bénin in streaming